# Port lotniczy Ibagué-Perales
Port lotniczy Ibagué-Perales (IATA: IBE, ICAO: SKIB) – port lotniczy położony w Ibagué, w departamencie Tolima, w Kolumbii.